# Catalina Video
Catalina Video es una empresa productora de pornografía gay fundada en 1978 por William Higgins. Hasta 2018 la compañía ha comercializado 221 películas.

## Historia
La compañía comenzó siendo una distribuidora para la empresa Nova Studios. En 1987 Scott Masters fue contratado como jefe de producción y empezó a rodar películas para el estudio que posteriormente eran comercializadas en formato VHS. Los ingresos de la compañía aumentaron lo que permitió la apertura de un segundo estudio en San Francisco.

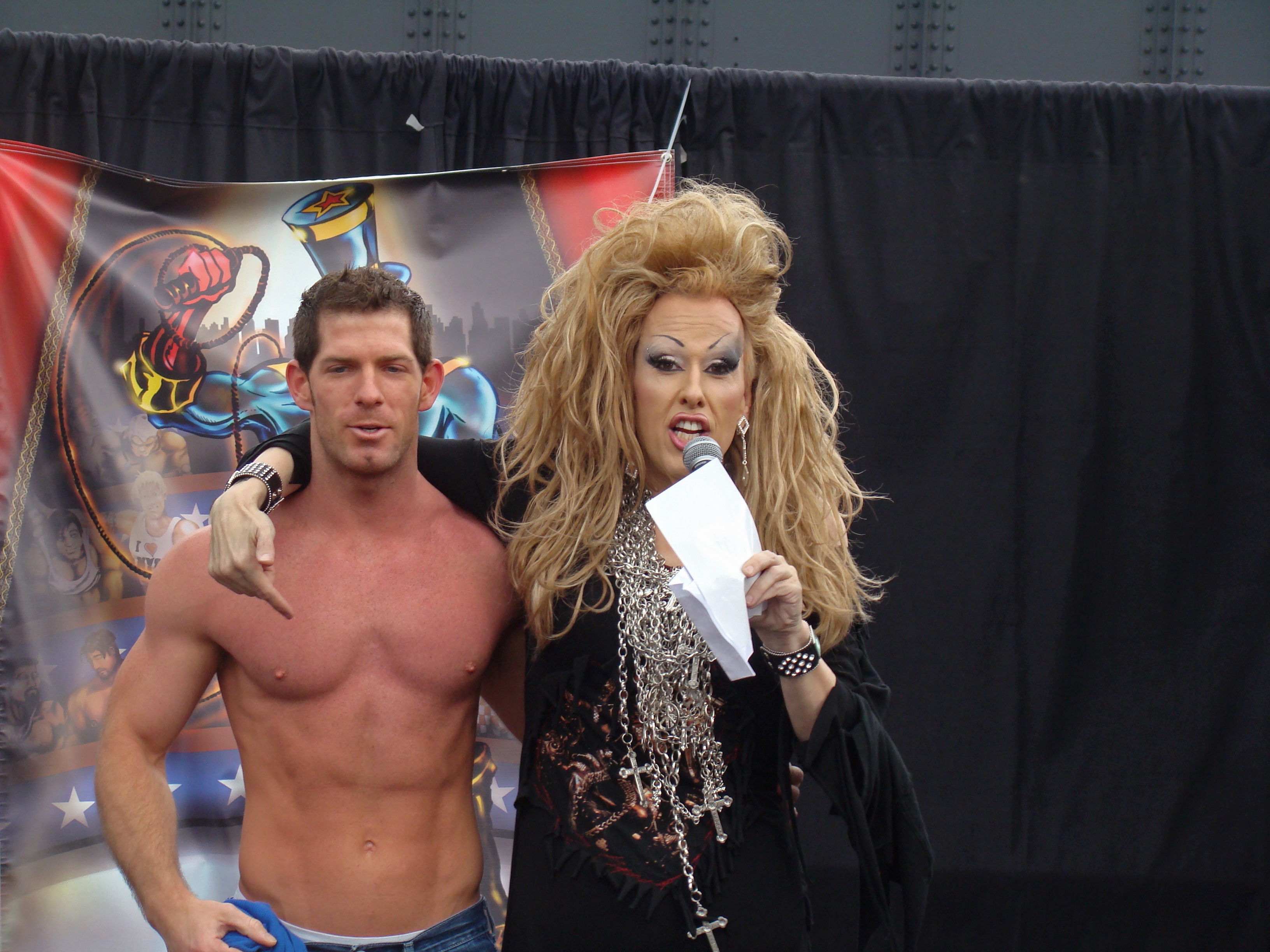
El actor Dean Flynn (izda.) junto al director de cine y copropietario de Catalina Video Chi Chi LaRue (dcha.)

En 2007 Channel 1 Releasing adquirió Catalina Video y empezó a re-masterizar el catálogo para editar de nuevo algunos de sus títulos por primera vez en DVD. Channel 1 Releasing es propiedad (en parte) del director de cine homosexual Chi Chi LaRue que tuvo su inicio en el negocio del porno dirigiendo películas para Catalina Studios en los años 80.